# Regeringen Gillard II
Regeringen Gillard II (engelska: Second Gillard Ministry) är Australiens 67:e regering. Den leds av Julia Gillard från Australian Labor Party. Den 11 september 2010 tillkännagav hon ministärens sammansättning efter 2010 års federala val. Regeringen installerades av Australiens generalguvernör Quentin Bryce på tisdagen den 14 september 2010. Utöver kabinettsministrarna fanns det ett antal biträdande ministrar som ingick i det som kallas ’yttre ministären’ (Outer Ministry).

## Kabinettsministrar
- Parlamentsledamot Julia Gillard, premiärminister
- Parlamentsledamot Wayne Swan, finansminister (treasurer, ’skattmästare’), biträdande premiärminister
- Senator Chris Evans, minister för högre utbildning, kompetens och arbetsmarknad, gruppledare i senaten
- Senator Stephen Conroy, minister för bredband, kommunikation och digital ekonomi, biträdande gruppledare i senaten
- Parlamentsledamot Simon Crean, region- och kommunminister, kulturminister
- Parlamentsledamot Kevin Rudd, utrikesminister
- Parlamentsledamot Stephen Smith, försvarsminister, biträdande gruppledare i underhuset
- Parlamentsledamot Chris Bowen, invandrings- och medborgarskapsminister
- Parlamentsledamot Anthony Albanese, infrastruktur- och transportminister, gruppledare i underhuset
- Parlamentsledamot Nicola Roxon, hälso- och äldreminister
- Parlamentsledamot Jenny Macklin, minister för familje-, bostads-, samhällstjänst-, och urbefolkningsfrågor
- Parlamentsledamot Tony Burke, minister för hållbar utveckling, miljö, vatten, befolkning och samhällen
- Senator Penny Wong, minister för finansfrågor och avreglering
- Parlamentsledamot Peter Garrett, skol-, barn- och ungdomsminister
- Senator Kim Carr, innovations-, industri-, vetenskaps- och forskningsminister
- Parlamentsledamot Robert McClelland, justitieminister (attorney-general)
- Senator Joe Ludwig, jordbruks-, fiske- och skogsbruksminister
- Parlamentsledamot Martin Ferguson, naturresurs- och energiminister, turistminister
- Parlamentsledamot dr Craig Emerson, handelsminister
- Parlamentsledamot Greg Combet, minister för klimatförändringar och effektivt energiutnyttjande